# Kara śmierci w Singapurze

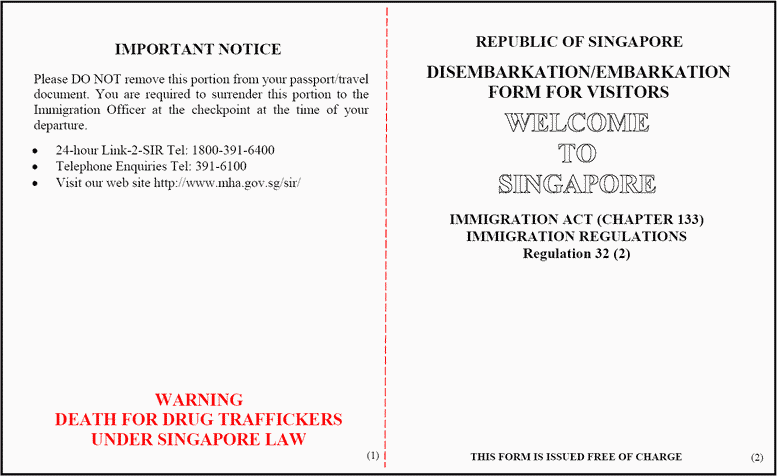
Karta dla imigrantów ostrzegająca o karze śmierci za przestępstwa narkotykowe w Singapurze

Kara śmierci w Singapurze jest legalną formą kary. Singapur słynie z jednego z najsurowszych praw na świecie. Według statystyk prowadzonych przez ONZ w tym kraju wykonywano w latach 1994–1999 najwięcej wyroków śmierci w przeliczeniu na liczbę mieszkańców (per capita), a ściślej rzecz ujmując 13,57 egzekucji na milion mieszkańców. Druga w kolejności była Arabia Saudyjska. Singapur bywa z tego powodu krytykowany przez organizacje międzynarodowe, takie jak Amnesty International. W 2013 roku zmieniono prawo, zamieniające karę śmierci na dożywocie za zabójstwa i posiadanie narkotyków mniejszej wagi, chociaż kara śmierci za zabójstwa dalej jest orzekana i wykonywana. Kara śmierci w Singapurze jest bardzo akceptowana przez mieszkańców.

## Przestępstwa zagrożone NWK

### Kodeks karny
- Piractwo (pod warunkiem że ktoś poniósł w jego wyniku śmierć)
- Morderstwo
- Asystowanie przy samobójstwie osoby poniżej 18. roku życia
- Porwanie połączone z morderstwem
- Przestępstwa przeciwko osobie Prezydenta Republiki
- Bunt
- Dążenie do wywołania wojny
- Korupcja wśród urzędników

### Ustawy o narkotykach
Posiadanie bądź sprzedaż:
- Opium: 1200 g
- Heroina: 15 g
- Kokaina: 30 g
- Marihuana: 500 g
- Haszysz: 200 g

## Egzekucje
W 2013 roku nie przeprowadzono żadnej egzekucji. W 2014 roku przeprowadzano dwa wyroki śmierci, zaś 3 osoby skazano na karę śmierci. Same egzekucje są wykonywane w piątki. Wykonuje się je poprzez powieszenie. Kara śmierci jest wykonywana regularnie, co więcej jej wykonywanie przyspieszyło (w 2024 powieszono 9 mężczyzn, w 2023 powieszono 5 osób).

## Cudzoziemcy
Prawo Singapuru zezwala na wykonanie wyroku na obcokrajowcu. Takie przypadki wzbudzają wiele kontrowersji i napięć na linii Singapur-dany kraj. W 2005 roku skazano na śmierć pochodzącego z Malezji Shanmugam Murugesu za złamanie prawa antynarkotykowego. Ostatni taki przypadek miał miejsce, kiedy powieszono (za handel narkotykami) Australijczyka Van Tuong Nguyen 2 grudnia 2005 roku. W 2009 roku skazano na śmierć Malajczyka Young Vui Konga (aresztowanego w 2007), którego skazano za posiadanie ok. 47 gramów heroiny. W 2013 roku wyrok zamieniono na dożywotnie więzienie i 15 uderzeń kijem. Przypadek Malezyjczyka był pierwszy w historii singapurskiego prawa.